# Берлиц, Максимилиан
Максимилиан Дельфиниус Берлиц (нем. Maximilian Delphinius Berlitz, 1852 — 6 апреля 1921, Нью-Йорк) — немецкий и американский лингвист и педагог, разработчик популярной методики обучения иностранным языкам и основатель международной системы школ, использующих эту методику.

## Биография
Максимилиан Берлиц родился в 1852 году в немецком регионе Шварцвальд, предположительно в Вюртемберге, в семье преподавателей.
В начале 1870-х Максимилиан эмигрировал в США и обосновался в городе Провиденс, штат Род-Айленд. С 1872 года преподавал в частном порядке немецкий и французский языки, а в 1878 году основал одну из первых в США школ по изучению иностранных языков. Вскоре была разработана ставшая знаменитой методика Берлица, основанная на полном погружении обучаемого в среду изучаемого языка. По легенде, в создании методики важную роль сыграл случай: однажды Берлиц заболел и попросил коллегу-француза по имени Николя Жоли заменить его на занятии по французскому языку. Коллега не знал английского — языка, на котором говорили ученики, тем не менее урок оказался весьма эффективным.
Успех новой методики позволил Берлицу в 1880 году основать вторую школу. Вскоре школы Берлица стали появляться по всей территории США, а также в других странах. Официально методика Берлица была представлена на Парижской всемирной выставке в 1900 году.
В начале XX века Берлиц открыл языковые школы в Москве и Санкт-Петербурге. Преподавал английский язык Николаю II.